# Indonesia en los Juegos Olímpicos de Los Ángeles 1984
Indonesia estuvo representada en los Juegos Olímpicos de Los Ángeles 1984 por un total de 16 deportistas, 13 hombres y 3 mujeres, que compitieron en 6 deportes.
El portador de la bandera en la ceremonia de apertura fue el nadador Luki Niode. El equipo olímpico indonesio no obtuvo ninguna medalla en estos Juegos.